# Sandee
Het Sandee is een voormalige kreek bij Goudswaard in de gemeente Hoeksche waard op het eiland Hoeksche Waard in de provincie Zuid-Holland.
Nadat in 1439 de polder Oud-Korendijk opnieuw werd bedijkt werd de kreek Sandee afgedamd. Er kwam een sluis in de dam en een haven aan de zijde van het Spui. Hier ligt nu een haventje met op de hoek een monumentale boerderij. Aan de monding van het Sandee ontstond later het dorp Goudswaard. Bij Goudswaard is het Sandee verbreed, het gedeelte dat de verbinding met het noordelijker gelegen Spui vormt is smaller. Smal is ook het zuidelijke deel dat vanaf de dam loopt het water door in zuidelijke richting tussen de Langeweg en Zuidoordseweg.